# 卡揚扎
卡揚扎是東部非洲國家布隆迪北部的城市，也是卡揚扎省的省會，鄰近與盧旺達接壤的邊境，海拔高度1,957米，該市以出產茶葉著名，人口26,200。
2°55′S 29°37′E / 2.917°S 29.617°E